# Pouzolzia meeboldii
Pouzolzia meeboldii är en nässelväxtart som beskrevs av William Wright Smith och Ramas.. Pouzolzia meeboldii ingår i släktet Pouzolzia och familjen nässelväxter. Inga underarter finns listade i Catalogue of Life.